# 히라시게 류이치
히라시게 류이치(일본어: 平繁 龍一, 1988년 6월 15일 ~ )는 일본의 전 축구 선수이다.

## 구단 경력
그는 2007년부터 2018년까지 J리그의 산프레체 히로시마, 도쿠시마 보르티스, 도쿄 베르디, 더스파구사쓰 군마, 로아소 구마모토, 카탈레 도야마에서 활동하였다.

## 국가대표팀 경력
그는 2007년 FIFA U-20 월드컵에 참가할 일본 U-20 국가대표팀에 발탁되었으며, 1경기에 출전했다.